# Johnny Hodges
John Cornelius "Johnny" Hodges, född 25 juli 1906 i Cambridge i Massachusetts, död 11 maj 1970 i New York i New York, var en amerikansk jazzmusiker och saxofonist (alt).
Hodges var självlärd och hans karriär tog fart i och med att han på 1920-talet fick lektioner av Sidney Bechet och även spelade med i dennes band på olika klubbar i stadsdelen Harlem i New York. Han anlitades vid denna tid också av orkesterledaren Chick Webb innan han 1928 engagerades av Duke Ellington, i vars orkester han - med ett kort avbrott på 1950-talet - kom att medverka i 40 år.
Där blev han en av de i dubbel bemärkelse tongivande medlemmarna. Inom jazzmusiken anses Hodges som den förste verkligt stora solisten på altsaxofon. Hans ton var bred och flödande, improvisationerna logiska och rytmiskt markerade. Ellington skrev flera kompositioner för Hodges som huvudsolist, man kan nämna "Things Ain't What They Used To Be", "Don't Get Around Much Any More", och "Passion Flower".
1951 lämnade Hodges Ellington och ledde under en tid ett eget band, där bland andra trombonisten Lawrence Brown medverkade. Fram till återföreningen med Ellington 1955 deltog han också i Jazz at the Philharmonic (JATP) en turnerande musikorganisation under impressarion Norman Granz ledning. Där spelade han med flera yngre musiker, bland andra med efterföljaren på sitt eget instrument: Charlie Parker. Han hade ingen större svårighet att anpassa sig till ett modernare idiom. Johnny Hodges - en av jazzmusikens viktigaste stilbildare - var i sanning en tidlös musiker.